# Quý Dương (nghệ sĩ)
Quý Dương, tên thật là Phạm Quý Dương (1937 – 28 tháng 6 năm 2011), là một nam ca sĩ người Việt Nam, từng giữ chức vụ phó giám đốc và giám đốc Nhà hát Nhạc Vũ Kịch Việt Nam. Ông được phong tặng danh hiệu Nghệ sĩ nhân dân năm 1997.

## Sự nghiệp
Quê gốc của ông ở huyện Gia Lâm, tỉnh Bắc Ninh (nay thuộc Hà Nội), song lại được sinh ra ở Hải Dương, cha mẹ ông chọn tên gọi Quý Dương để đặt cho con với hàm nghĩa "Quý tử" sinh ở đất "Hải Dương".
Năm 1956, ông tốt nghiệp Trường Trung học phổ thông Chu Văn An, Hà Nội, và theo học khoa Thanh Nhạc thuộc Trường Âm nhạc Việt Nam. Sau khi tốt nghiệp đại học (1959), ông được giữ lại làm giảng viên Thanh Nhạc của trường và sự nghiệp ca hát của ông bắt đầu từ đây.
Năm 1960, ông đã được các chuyên gia âm nhạc Xô Viết chọn vào vai chính của vở opera kinh điển Epghenhi Onhegin (Tchaikovsky, dựa theo thi phẩm của Puskin) khi lần đầu tiên họ sang Việt Nam dựng opera.
Từ năm 1979-1983, ông học thanh nhạc ở Bungaria.
Vào giữa những năm 80 của thế kỷ XX, ông giữ chức vụ Phó Giám đốc rồi Giám đốc Nhà hát Nhạc Vũ kịch Việt Nam.
Năm 1997, ông được Nhà nước Việt Nam trao tặng Danh hiệu cao quý Nghệ sĩ Nhân dân. Ông là giảng viên thanh nhạc đầu tiên của Nhạc viện Hà Nội, là nghệ sĩ hát opera đầu tiên của Việt Nam, người vào vai chính của vở opera đầu tiên được dàn dựng và công diễn ở Nhà hát Lớn Hà Nội. Ông còn là thầy của nhiều thế hệ nghệ sĩ, trong đó nhiều người đã tạo dựng được tên tuổi như: Trung Đức, Thúy Mỵ, Bích Việt,... Quý Dương tuy không thuộc lớp nghệ sĩ được học hành bài bản đầu tiên của âm nhạc hàn lâm Việt Nam, nhưng có một giọng ca trời phú và ngoại hình đẹp cộng với duyên may.
Ông đóng vai chính trong các vở nhạc kịch: Ruồi trâu, Madame Butterfly,... Suốt thời chiến tranh, giọng hát được nhiều người hâm mộ với các ca khúc bất hủ như Tình ca (Hoàng Việt), Cùng anh tiến quân trên đường dài, Tình em (Huy Du), Bài ca bên cánh võng (Nguyên Nhung),... Ông hát trên sóng phát thanh, hát ngay trên trận địa.
Ông cùng với nghệ sĩ nhân dân Trần Hiếu và nghệ sĩ nhân dân Trung Kiên tham gia nhóm tam ca mà công chúng gọi là 3C (3 cụ) chuyên hát các bài hát cách mạng và ca khúc lãng mạn châu Âu cho đến khi bệnh tật không cho phép ông lên sân khấu nữa.

## Gia đình
Ông có hai đời vợ và có bốn người con. Vợ hai là ca sĩ Lê Anh Thư - ca sĩ Đoàn Văn công Đường sắt thời kỳ ông Tạ Đình Đề. Con gái đầu là Phạm Thu Hương - giảng viên dạy piano, con thứ hai là Nghệ sĩ ưu tú Chí Trung, con thứ ba là Phạm Quỳnh Trang - thạc sĩ piano, giảng dạy tại Học viện Âm nhạc Quốc gia Việt Nam và con trai út học piano jazz tại Mỹ.